# 謝國維
謝國維（英語：Tse Kwok Wai, Victor），香港流行音樂製作人。其工作範圍包括作曲、作詞、編曲、監製、電影及廣告配樂。大熱作品包括劉浩龍及謝安琪《滄海遺珠》、孫耀威《思前戀後》、古巨基《時代》、周慧敏《盆栽》、鍾一憲及麥貝夷合唱的《勾手指尾》等。除出色的歌曲創作及編曲外，謝國維亦參與了不少電影、電視、廣告等之音樂創作，現擔任伯樂音樂學院音樂製作及科技系導師。
2010年與另一創作人馮穎琪（已退出）成立了音樂份子 Frenzi Music Limited，擁有自己的錄音室和音樂品牌，努力發掘有質素的創作人及歌手。作為音樂份子 Frenzi Music Limited製作總監，謝國維近年主力為旗下歌手及組合製作各具特色的歌曲及專輯。單位包括：黎曉陽（已退出）、鄧小巧（已退出）、Nowhere Boys（已退出）、per se（已退出）、張進翹等。

## 簡介
謝國維於香港出生，少時就讀於香港真光中學小學部及香港聖保羅書院。

### 入行經過
謝國維畢業於香港中文大學電子計算系。畢業後並没有立即全身投入創作行業，反而從事資訊科技，過着穩定的白領生活。雖然日間於企業內工作繁忙，多年來他堅持利用業餘時間創作，更於1993年起成為香港作曲家及作詞家協會(CASH)會員。1996年與友人林子揚、劉祖德合寫的第一首作品 - 張信哲的《仍然心痛》，為他對歌曲寫作打了一枝強心針。1997年，憑著其參與創作的《做戲》一曲奪得第九屆香港作曲家及作詞家協會(CASH)流行歌曲創作大賽冠軍。
此後，謝國維繼續於工餘時間創作，慢慢得到同業認同。並得到著名音樂人趙增熹和許愿的賞識，成為星工廠旗下音樂創作人。早期作品包括杜麗莎《今天愛情報告》、劉愷威《是你》、李蕙敏《第一夫人》、Twins《換季》等。累積多年創作經驗後，他於2002年毅然放棄穩定工作，全身投入追尋夢想。
多年後謝國維應另一位音樂人伍樂城之邀請，加入其Baron Productions 公司。創作力量因而得到充分發揮，多首參與製作的出色作品榮登各大媒體的流行歌曲榜，當中包括：楊千嬅《同病相愛》、張智霖《妳太善良》、陳慧琳《有血有淚》、關心妍《送舊迎新》、衛蘭《Goodbye》、Twins《人人彈起》、方力申《如果世上沒傻瓜》、小肥《時光機》、鄧麗欣《童謠》。其他曾合作過的歌手包括陳小春、藍奕邦、江若琳、雨僑、鄧健泓等。
2007年，謝國維為孫耀威創作的《思前戀後》於多個頒獎典禮中獲獎，包括《第三十屆十大中文金曲頒獎典禮》、《新城勁爆頒獎禮》、《勁歌金曲優秀選》、《Yahoo! Music十大人氣歌曲》及《SINA Music樂壇民意指數頒獎禮》等。
謝國維創作的多首作品均獲得廣泛認同，並於各媒體熱播，例如古巨基《時代》、周慧敏《盆栽》、孫耀威《我教你分手》、張敬軒《襯》、劉浩龍與謝安琪合唱的《滄海遺珠》等。
除出色的歌曲創作及編曲外，謝國維亦有參與電影、電視、廣告等之音樂創作。電影配樂作品包括《百星酒店》、《37》、《關人7事》、《六樓后座2家屬謝禮》、《愛情萬歲》、《三分鐘先生》、《甜絲絲》、《擁抱每一刻花火》、《喜瑪拉雅星》及《美麗酒吧》等。
2007年，謝國維與一群活躍於香港音樂創作界的好友成立BACKSTAGE Live Restaurant﹐為各音樂愛好者提供一個優質的音樂平台，並積極推廣現場音樂文化。除此之外，他更任教於伯樂音樂學院，同時擔任學院顧問及音樂科技總監，致力培育下一代創作人。
2010年與另一創作人馮穎琪成立了 Frenzi Music Limited (音樂份子有限公司) ，擁有自己的錄音室和音樂品牌，努力發掘有質素的創作人及歌手。作為 Frenzi Music Limited 製作總監，謝國維近年主力為旗下歌手及組合製作各具特色的歌曲及專輯。單位包括：黎曉陽、鄧小巧、Nowhere Boys、per se 等。
2015年與林一峰、馮穎琪等創立了音樂眾籌平台 音樂蜂 ，成就了不論主流或獨立音樂許多不同的音樂計劃，拓闊了更多本地音樂發展空間。
近年謝國維與家人移民加拿大大溫哥華地區，但仍有為不少香港歌手監製歌曲。

## 音樂作品

### 流行音樂
1996年
- 張信哲 - 仍然心痛（曲、詞）[註 1][註 2]

1997年
- 方文 - 做戲（詞）

1998年
- 杜麗莎 - 今天愛情報告（詞）
- 陳小春 - 小春電器（曲、編）
- 劉祖德 - 為你煮餸（詞）
- 劉祖德 - 隨遇而安（詞）
- 蕭瀟、譚耀文 - 沒完沒了（詞）
- 謝天華 - 朝陽（曲）[註 1]
- 謝天華 - 吃喝時代（詞）[註 3]

2000年
- 李蕙敏 - 第一夫人（詞）
- 唐韋琪 - BI LI BA LA 為食王（詞）
- 張達明 - 是這刻（曲）
- 劉愷威 - 是你（曲、編）

2001年
- Twins - 換季（曲、編）
- Twins - 有所不知（曲、編）

2002年
- EO2 - 守護星（詞）
- Twins - 百試不厭（曲、編）
- 曾國銘 - 相約於...天各一方（詞）
- 曾國銘 - 生還元素（詞）
- 鄭希怡 - 實在亂了（詞）

2003年
- R&B - 等你愛我（曲）
- Sky - 未捱過（曲、編）
- Sky - 口袋情人（Pocket Mix）（編）
- 馮穎琪 - 星月童話（詞）

2004年
- 2R - 9A1F（曲）
- R&B - 多一天愛一點（曲）
- Sky - 情投意合（曲、編）
- Twins、Boy'z - 四喜臨門喜迎春（編）
- 李克勤 - 夠鐘食藥（曲）

2005年
- Crystal Leung - 自由（編、監）
- Sky - 零分（編）
- Twins - 海底深（編）
- Twins - 程咬金（曲、編）
- 郭力行 - 鐵人（曲）
- 郭力行 - 一撻即著（編、監）
- 馮穎琪 - 香味運程（編、監）
- 馮穎琪 - 難自己（編、監）
- 黃麗怡 - 熱戀，之後（編、監）
- 衛蘭 - Goodbye（編）

2006年
- Twins - 夢想黃金屋（編）
- Twins - 你不是好情人（編）
- Twins - 眼看心勿動（編）
- Twins - 天下有雙（曲、編）
- Winnie Tang - Promise Me Dad（曲、編、監）
- 吳雨霏 - 假想敵（編）
- 高皓正 - 瞓身（曲、編）
- 陳慧琳 - 有血有淚（編）
- 劉浩龍 - 記得（曲、編）
- 劉浩龍 - 滄海遺珠（曲、編）
- 劉浩龍、謝安琪 - 滄海遺珠（曲、編）
- 鄧健泓 - 如今都是錯（曲、編）
- 鄧健泓 - 大件事（編）
- 藍奕邦 - 襪子與鞋（編）[註 4]

2007年
- Freeze - 情場大後備（監）
- Kevin Wong - 知你約了他（監）
- Kevin Wong - Just Another Day（曲、編、監）
- Kevin Wong - 新‧方向（曲、編、監）
- Kevin Wong - Missin' Scene（監）
- Kevin Wong - 破飛機（監）
- Kevin Wong - 模擬城市（監）
- Kevin Wong - Losing the Light（監）
- Twins - 士氣（編）[註 5]
- Twins - 玩轉六年（編）
- 小肥 - 時光機（曲、編）
- 方力申 - 壞的好情人（曲、編）
- 方力申 - 成就十八心（監）
- 石詠莉 - 情難控（監）
- 洪卓立 - 躺一躺（編）
- 胡琳 - 快樂頌（編）
- 香港兒童合唱團 - 博大的愛（監）
- 孫耀威 - 思前戀後（曲、編）
- 孫耀威 - 愛他因為愛你（編）
- 孫耀威 - 魔高一丈（曲、編）
- 孫耀威 - 我教你分手（曲、編）
- 孫耀威 - 告別散拖（曲、編）
- 孫耀威 - 負荷（編、監）
- 海鳴威 - 人歌合一（曲、編）
- 楊千嬅 - 化（編）
- 楊千嬅 - 同病相愛（編）
- 熊汝霖 - 終極夢想（編）
- 鄧麗欣 - 你好嗎？（曲、編）
- 謝安琪 - 在心中（編）
- 關心妍 - 送舊迎新（曲、編）
- 關心妍 - 地球兄弟（編）[註 6]

2008年
- Baron Singing Group - 生命霓裳 & 香港始終有你 Medley（監）
- Square - ASAP（曲、編）
- Square - 今季拍拍拖（編）
- 方力申 - 如果世上沒傻瓜（編）
- 孫耀威 - 眾傷（編）
- 孫耀威 - 七百萬人的故事（曲、編、監）
- 孫耀威 - 我的最愛（曲、編）
- 楊千嬅 - 一葉舟（編）
- 裕美 - 漂流記（監）[註 7]
- 鄧麗欣 - 童謠（曲、編）
- 關楚耀 - 悲哀代言人（編、監）
- 顧紀筠、谷德昭、林曉峰 - 贏盡精彩（編）

2009年
- Square - Dr. Love（編）
- 王凱駿 - 海（編）
- 王凱駿 - 大傻（曲、編）
- 江若琳 - 有請下位（編）
- 張智霖 - 妳太善良（編）
- 陳慧琳、謝安琪 - 文字流淚（編）

2010年
- 1838 - 告白（曲、編、監）
- Twins - 人人彈起（曲、編）[註 8]
- 毛澤僑 - 12月32號（編）
- 古巨基 - 時代（曲）
- 吳若希 - 影迷（編）
- 車盈霏 - 戰利品（監）
- 車盈霏 - 天氣女郎（監）
- 車盈霏 - 飛天（編、監）[註 9]
- 張敬軒 - 襯（曲）
- 陳柏宇 - 沒有吻的資格（曲）
- 陳柏宇 - 潮人蜜語（編）
- 黃宗澤 - 一代宗師（編）
- 蔡卓妍 - 早沾勿藥（曲、編、監）[註 7]
- 鄭家維 - Shake it（編）

2011年
- 石詠莉 - 傾城（編、監）
- 羽翹 - 大華麗家（曲、編、監）
- 羽翹 - 姊妹圖（編、監）
- 羽翹 - 千嬌百尾（曲、編、監）
- 羽翹 - 大華麗家（Grand Home Remix）（曲、編、監）
- 狄易達 - 半死（曲、編）
- 周慧敏 - 盆栽（曲、編、監）
- 周慧敏 - 快樂和不快樂的蝴蝶（曲、編、監）
- 孫耀威 - 紅絲帶（編、監）
- 曹蕙蘭 - 戀物癖（監）
- 鍾一憲、麥貝夷 - 勾手指尾（曲、編）

2012年
- HKJC Staffs - 香港賽馬會 HKJCC College Song（監）
- Hosptial Authority Staffs - 同行共渡你我他（監）
- 李家仁 - 小明有壓力（監）
- 李悅彤 - 星月行動（編、監）
- 汪小敏 - 畫你（曲）
- 雨僑 - 逃亡（編、監）
- 雨僑 - 無尾飛砣（監）
- 胡鴻鈞 - 雙飛（曲）
- 孫耀威 - Dear God（編）
- 黎曉陽 - Cope with life（監）
- 鍾一憲、麥貝夷 - 天生不對（編、監）
- 關心妍 - 我們都自私（編）
- 蘇妙玲 - 一刻（曲）

2014年
- 小肥 - 窮富翁（曲、編）
- 品冠 - 還你自由（曲）
- 湯駿業 - 靈魂鎖（曲）
- 鄒文正 - 玩物喪志（曲、詞、編、監）[註 10]
- 黎曉陽 - 天行者（曲、編、監）
- 黎曉陽 - 撐著（編、監）[註 11]
- 戴顯揚 - 小愚村（編）

2015年
- 王心凌 - 一點點（曲）
- 陳奕迅 - 陪你度過漫長歲月（曲）
- 鄧小巧 - 雅俗（編、監）
- 黎曉陽 - 快樂很慢（編、監）
- 黎曉陽 - 永遠很近（編、監）
- 黎曉陽 - 升降機（編、監）[註 12]
- 黎曉陽 - 最陌生的熟悉人（曲、監）[註 13]
- 黎曉陽 - 香港傑出廢青（曲、編、監）[註 13]
- 黎曉陽 - 邊度起身邊度跌返低（曲、編、監）[註 13]
- 黎曉陽 - 真偽文青（編、監）
- 黎曉陽 - 陪你度過漫長歲月（曲、監）

2016年
- Nowhere Boys - The Boy Who Wouldn't Grow Up (Part II)（監）
- Nowhere Boys - 逃出阿卡拉（監）
- Nowhere Boys - Closer But Far（監）
- Nowhere Boys - 亂世超人（監）
- Nowhere Boys - 麥克折射線（監）
- Nowhere Boys - 大步走（監）
- Nowhere Boys - Sound of Battle（監）
- Nowhere Boys Feat. 游學修 - 普通華（監）
- Nowhere Boys Feat. 黃　靖 - 紅藥丸．藍藥丸（監）
- per se - who?（監）[註 14]
- per se - I was right again（監）[註 14]
- per se - How to be alive（監）[註 14]
- per se - fragments（監）[註 14]
- per se - unSWEET deadBEAT（監）[註 14]
- per se - the mist（監）[註 14]
- Twins - 就說我們都是華麗的單身族（編）
- 麥浚龍 - 劊子手最後一夜（編）
- 鄧小巧 - 煩可寧（編、監）
- 鄧小巧 - 強弱（監）
- 鄧小巧 - 荒唐（曲、編、監）
- 鄧小巧 - 不藥而癒（監）
- 鄭欣宜 - 月缺（編）
- 黎曉陽 - 請關掉手提電話（曲、編、監）[註 15]
- 黎曉陽 - 敗部（曲、編、監）[註 13]

2017年
- Nowhere Boys - 天外飛仙（編、監）[註 16]
- Nowhere Boys - 愛情動作神功（監）
- Nowhere Boys Feat. Cheronna@Super Girls - 夕陽武士（編、監）[註 16]
- per se - 家變（監）
- per se - 親愛的幽靈（監）
- 李克勤、鄧小巧 - 莉亞的C3PO（監）[註 17]
- 孫耀威 - It's My Day（監）[註 18]
- 野佬 - 嫌小姐（監）
- 馮穎琪 - 後台下（Evolution Mix）（編、監）[註 11]
- 黃靖 - 變壞（監）
- 黃靖 - 列車尚未停定（編、監）[註 19]
- 黃靖 - 如果青春（編、監）[註 19]
- 鄧小巧 - 兩溝（編、監）
- 鄧小巧 - 心靈作家（編、監）[註 20]
- 鄧小巧 - 可惜你是個人（編、監）
- 黎曉陽 - I Will Be Alright（編、監）[註 21]
- 黎曉陽 - Mr. Weather Man（編、監）
- 黎曉陽 - 怕（曲、編、監）
- 黎曉陽 - 自由泳（編、監）[註 22]
- 黎曉陽 - 盡（監）[註 23]

2018年
- Nowhere Boys - Electronic Dreams（監）
- Nowhere Boys - 生死時速（監）
- Nowhere Boys - 大不了一代（監）
- per se - 天空塌下前（監）[註 14]
- per se - 逝水如斯（監）[註 14]
- per se - Branches（監）[註 14]
- ToNick - 你好（編、監）[註 24]
- ToNick - This Christmas（監）[註 24]
- 李昭賢 - 還未抱過的人（曲、編、監）
- 林欣彤 - 重光紀念日（編）
- 音樂份子 - 我們的航海時代（編、監）[註 11]
- 野仔 - 年輕的我們（監）[註 25]
- 野仔 - 一生旅行團（監）[註 26]
- 黃靖 - A spy in the house of love（監）
- 黃劍文 - 敢夢敢不同（編、監）
- 黃劍文 - 愛我嗎 愛你媽（編、監）
- 鄧小巧 - 將沙拋給一片海（編、監）[註 27]
- 鄧小巧 - 和好（編、監）
- 鄧小巧 - 芭樂（編、監）
- 鄧小巧 - 四大發明（監）
- 鄧小巧 - 重陽（編、監）[註 20]
- 鄭欣宜 - 黑彩虹（編、監）

2019年
- JC、宋波濤 - 心動那天（編、監）
- Nowhere Boys - 我們的航海時代（海賊版）（監）
- Nowhere Boys - 掹藤（監）
- Nowhere Boys - 火樹（監）
- Nowhere Boys - 致旅途中的我（監）
- Nowhere Boys along with 鄭伊麵 - 時光歲月（監）
- per se - 鬥快（監）[註 14]
- per se - Missing Grass（監）[註 14]
- per se - 波雅斯（監）[註 14]
- per se - utodystopia（監）[註 14]
- per se - The Envelope（監）[註 14]
- per se - 慶祝無意義（監）[註 14]
- per se - Petals（監）[註 14]
- per se - dancing in...（監）[註 14]
- per se - Circles（監）[註 14]
- ToNick - 很想跳吧（曲、編、監）[註 28]
- ToNick - 好想拯救地球（曲、編、監）[註 28]
- 艾粒 - 喪標的最後一夜（編、監）[註 29]
- 孫慧雪 - 幸福的錯覺（編、監）
- 野佬 - 新類型人的愛（監）
- 陳健安 - 在錯誤的宇宙尋找愛（編、監）[4]
- 鄧小巧 - 雲吞（編、監）
- 鄧小巧 - 雲吞之（母親節特餐）（編、監）
- 鄧小巧 - 精神餵飼（曲、詞、監）[註 30][5]
- 鄧小巧 - 迂腐（曲、詞、監）[註 30]
- 鄧小巧 - 香檳女狼（編、監）
- 鄧小巧 - 無神論（曲、詞、編、監）[註 31]
- 黎曉陽 - Ride Along（編、監）[註 32]
- 黎曉陽 - I don't know（編、監）[註 32]
- 譚杏藍 - 早餐歌（監）

2020年
- Nowhere Boys - Prelude（監）
- Nowhere Boys - 小丑（監）
- Nowhere Boys - That's Why（監）
- Nowhere Boys - 最後的搖滾（監）
- Nowhere Boys - Superpowers（監）
- Nowhere Boys - 種子（監）
- per se - 無窮（監）[註 14]
- per se - 不日之約（監）[註 14]
- per se Feat. Serrini - 粉碎糖果屋（監）[註 14]
- 布志綸 - 見多一面（監）
- 泳兒 - 披着人皮的獸（監）
- 許廷鏗 - 恨（編、監）[註 33]
- 鄧小巧 - 與人同行（編、監）
- 鄧小巧 - 同檯（監）[註 34]
- 鄧小巧 - Mean（曲、編、監）[註 35][註 36][6]
- 黎曉陽 - Hey Mary（編、監）
- 黎曉陽 - 阿茲與海默（編、監）[註 37]
- 黎曉陽 - 黑鏡（編、監）[註 12]

2021年
- Nowhere Boys - 麻醉（監）
- per se - 無門（監）[註 14]
- per se - 孤獨之塔（監）[註 14]
- per se - 純孩兒（監）[註 14]
- per se - 杜松樹之鳥（監）[註 14]
- 朱豔強、陳家朗 - 搏你一笑（舊愛合唱版）（監）[註 38]

2022年
- COLLAR - Call My Name!（監）[註 39]
- COLLAR - Call My Name!（COLLAR214 ver.）（編、監）[註 40]
- COLLAR - Never-never Land（監）
- COLLAR - Gotta Go!（監）[註 39]
- 小胡@Yellow! 野佬 - 第一人稱單數（監）
- 小肥 - 羔羊的墓冥圖（監）
- 黃敏晴 - Style Z（監）[註 41]
- 鄧小巧 - 擇善固執（曲、編、監）[註 42][註 43]
- 鄧小巧 - 怕黑（監）[註 44]
- 鄧小巧 - 陪狗散步（曲、監）[註 45]
- 鄧小巧 - 最壞時活多天（監）
- 顧定軒 - 教我（編、監）[註 34]

2023年
- COLLAR - Take Me Away（監）[註 46]
- COLLAR - Speak Love（監）
- COLLAR - Atypical（監）[註 47]
- 邱彥筒 - *~Silencio…Shh（監）[註 47]
- 邱彥筒 - I'm Marf-elous（監）[註 48]
- 陳泳伽 - 平凡的我重生（監）
- 陳曉東 - 專注（編）
- 彭晉 - 貧窮限制對象（監）[註 7]
- 黃淑蔓 - 千年如一日（編、監）
- 鄭欣宜 - 我所看見的未來（監）
- 鄭秀文 - 吃掉悲傷（編、監）[註 43][註 49]

2024年
- COLLAR - Chosen Family（監）[註 50]
- COLLAR - HOME RUN（監）[註 51]
- Joey Tang - 小伙子（曲、監）[註 52]
- Vi - 點線面對撞（Vi Solo Version）[註 53][註 54][註 55]
- Vi Feat. 李駿傑 - 點線面對撞[註 53][註 54][註 55]
- 炎明熹 - 透光者（監）
- 邱彥筒 - 心好細 ‹3（監）[註 56]
- 藍奕邦 - 男孩子！（編、監）[註 57]
- 藍奕邦 - 男孩子！Probably just Boys（jL Remix）（監）[註 58]

2025年
- COLLAR - 暴走女團（編、監）[註 59]
- Gin Lee - Wonderful Life in Motion（曲、監）
- 李芯駖 - POSH（曲、監）[註 60][註 47]
- 許軼 - Wait a Second（監）[註 51]

### 電視、電影及其他配樂

#### 電視配樂
2003年
- 一起喝采

2005年
- 百法百眾（無線電視節目遊戲配樂編曲）
- 綠水英雌

2014年
- HKTV ﹣ 來生不做香港人

2015年
- HKTV — 三面形醫

#### 電影配樂
2004年
- 甜絲絲

2005年
- 美麗酒吧
- 擁抱每一刻花火
- 喜瑪拉雅星

2006年
- 三分鐘先生
- 打雀英雄傳

2008年
- 愛情萬歲
- 六樓后座2家屬謝禮

2009年
- 關人7事

2010年
- 37

2012年
- 一路向西

2013年
- 百星酒店

2014年
- 六福喜事

2015年
- 陪安東尼度過漫長歲月
- 惡人谷

#### 其他作品
2013年
- 音樂劇：天孤變 ﹣ 瘋劫 （編曲）

2016年
- 新視野藝術節《剎那的烏托邦》（音樂總監）

### 獎項
1997年
- 第九屆CASH流行歌曲創作大賽冠軍：《做戲》

2006年
- 十大勁歌金曲頒獎典禮 最受歡迎合唱歌曲獎（銅獎）：《滄海遺珠》劉浩龍、謝安琪

2007年
- 勁歌金曲優秀選第二回 得獎歌曲：《思前戀後》孫耀威
- 第三十屆十大中文金曲頒獎典禮 十大中文金曲：《思前戀後》孫耀威
- 新城勁爆頒獎禮 新城勁爆歌曲：《思前戀後》孫耀威
- 第5屆YAHOO!搜尋人氣大獎 Yahoo!Music十大人氣歌曲：《思前戀後》孫耀威
- SINA Music樂壇民意指數頒獎禮 最高收聽率十大歌曲：《思前戀後》孫耀威

2010年
- 勁歌金曲優秀選第二回 得獎歌曲：《時代》古巨基
- YAHOO!搜尋人氣大獎 搜尋人氣歌曲：《時代》古巨基
- 新城勁爆頒獎禮 新城勁爆播放指數歌曲大獎：《時代》古巨基
- 叱咤樂壇流行榜頒獎典禮 專業推介 叱吒十大 第八位：《時代》古巨基
- 香港電台十大中文金曲頒獎禮 十大中文金曲：《時代》古巨基
- 音樂先鋒榜2010頒獎典禮 港台十大先鋒金曲：《時代》古巨基

2011年
- 勁歌金曲優秀選第三回 得獎歌曲：《勾手指尾》鍾一憲、麥貝夷
- 新城勁爆頒獎禮 新城勁爆合唱歌曲：《勾手指尾》鍾一憲、麥貝夷
- 新城勁爆頒獎禮 新城勁爆跳舞歌曲：《大華麗家》羽翹
- SINA Music樂壇民意指數頒獎禮 SINA Music 合唱歌曲大獎：《勾手指尾》鍾一憲、麥貝夷
- 十大勁歌金曲頒獎典禮 最受歡迎合唱歌曲獎 金獎：《勾手指尾》鍾一憲、麥貝夷

2012年
- 中國音樂先鋒榜 2012年度內地十大先鋒金曲：《一刻》蘇妙玲

## 外部連結
- Victor Tse的Instagram帳戶
- 謝國維的新浪微博
- 謝國維 Facebook專頁 （页面存档备份，存于）
- 謝國維Twitter （页面存档备份，存于）
- BACKSTAGE Live Restaurant Facebook專頁（页面存档备份，存于）
- Frenzi Music音樂份子Facebook專頁（页面存档备份，存于）
- Frenzi Music音樂份子新浪微博
- Frenzi Music音樂份子官方網頁（页面存档备份，存于）
- 謝國維 -  伯樂音樂學院導師介紹（页面存档备份，存于）